# 夜曲Op. posth. 72 (蕭邦)

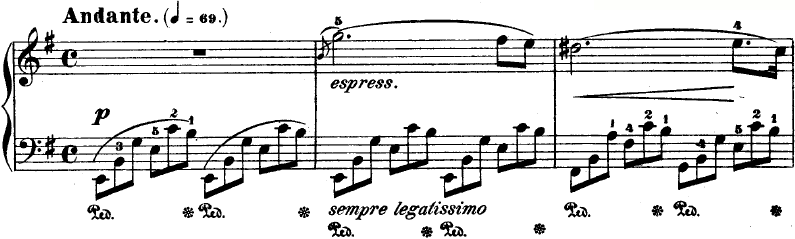
Op. 72, No. 1的開首

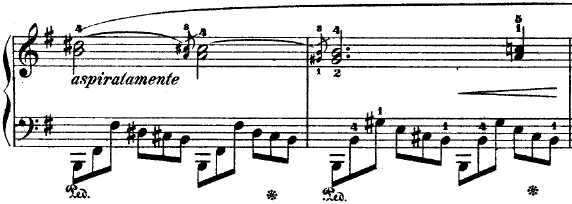
B大調的第二主題

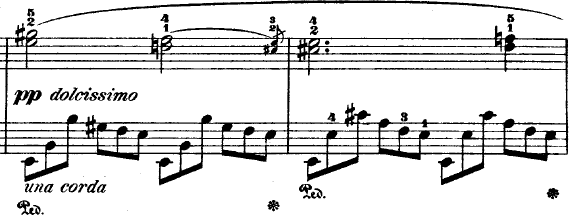
E大調的第二主題

夜曲Op. 72, No. 1是蕭邦的一首夜曲作品，於1827年創作，1855年出版，為蕭邦最早創作的夜曲。此曲以左手連錦不斷的三連音襯托右手緩慢的旋律。全曲共57小節，E小調，皆為行板。

## 結構
- 節1，引子
- 節2-9，第一主題
- 節10-17，第一主題之變奏，以八度開始
- 節18-22，間奏
- 節23-30，第二主題，調性為B大調
- 節31-38，經修飾的第一主題
- 節39-46，第一主題之變奏，以八度開始
- 節47-54，第二主題，調性為E大調
- 節55-57，尾聲，調性為E大調

## 相關樂曲
- 莱奥波德·奥尔 - 小提琴及鋼琴的改編曲
- 谢尔盖·塔涅耶夫 - 大提琴及鋼琴的改編曲

## 流行文化
此曲於《星艦奇航記：重返地球》中由九之七（洁丽·雷恩飾）彈奏。

## 外部連結
- 夜曲 Op. Posth. 72：国际乐谱典藏计划上的乐谱
- Cantorion上的免費樂譜 （页面存档备份，存于）
- 来自乌托邦计划（英语：Mutopia Project）的多种格式乐谱 （页面存档备份，存于）